# 孙凭
孫憑（？—？），孫武的父親，做了齊國的卿，成為君主以下的最高一級官員。
孫憑為了逃避禍亂，率領全家到了南方的吳國，當時的孫武只有二十餘歲。
《新唐书·宰相世系表》说孙凭是孙书的儿子，田无宇的孙子，疑似因为作者采用杜预《左传》的作注将孙书与田无宇的儿子田书相混淆。《唐幽州内衙副将、中散大夫、试殿中监乐安郡孙府君神道碑》的记载中，孙武是卫武公的后裔。